# Nyenschanz

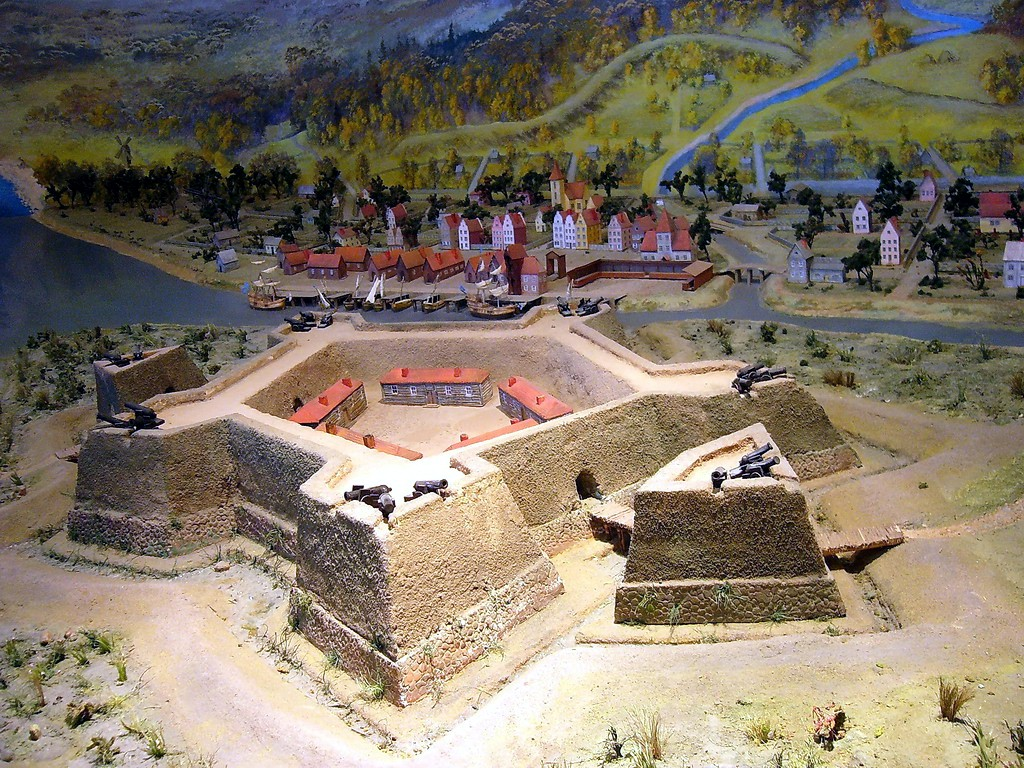
Museumsmodell der Schanze und der Stadt Nyen von Westen aus betrachtet

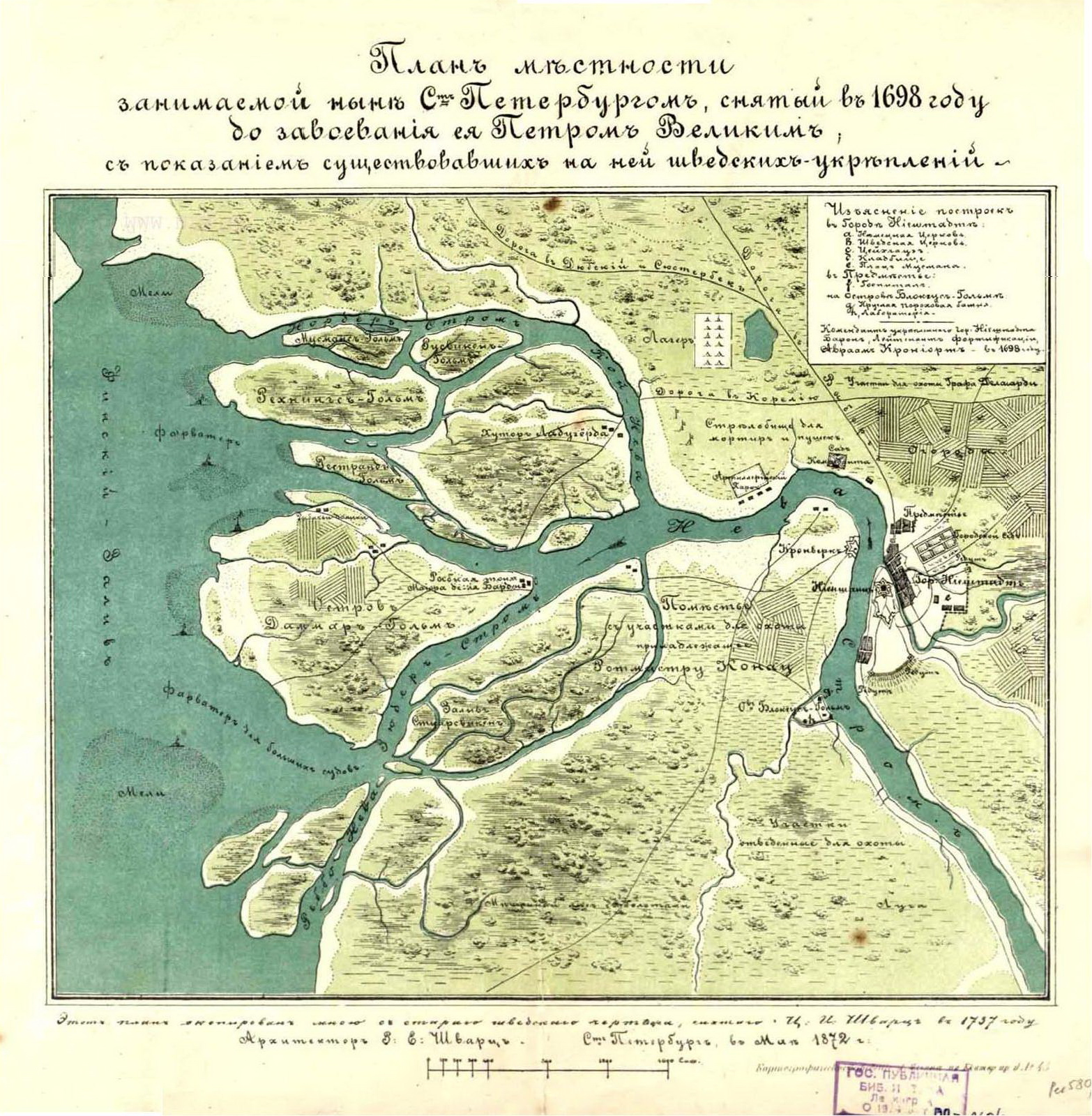
Karte von Nyenschanz aus dem Jahre 1698, die Haseninsel ist die erste kleine längliche Insel flussabwärts (in der Mitte der Karte)

Nyenschanz (schwedisch Nyenskans; russisch Ниеншанц, Nijenschánz) war eine schwedische Festung in Ingermanland im heutigen Russland. Sie wurde 1611 erbaut und lag an der unteren Newa an der Mündung des Nebenflusses Ochta im heutigen Sankt Petersburger Stadtteil Malaja Ochta, Rajon Krasnogwardeiski.
Nachdem sie bereits 1656 im Zweiten Nordischen Krieg durch Pjotr Potjomkin erobert worden war, gelangte sie 1703 im Großen Nordischen Krieg endgültig in russische Hände nach der Belagerung von Nyenschanz. Zar Peter I. ließ die Stadt Nyen und die Schanze nach der Eroberung am 1. Mai niederbrennen. Die Festung wurde unter der Aufsicht des zum Kommandanten ernannten Carl Ewald von Rönne komplett geschleift. Nur zwei Wochen nach der Eroberung wurde auf der Haseninsel im Newa-Delta mit dem Bau der Peter-Paul-Festung begonnen. Aber erst mit dem Sieg in der entscheidenden Schlacht bei Poltawa 1709 konnte Peter I. sicher sein, die eroberten Gebiete halten zu können. 1710 nahm er Estland und Livland ein. Im Frieden von Nystad 1721 wurde der Nordische Krieg beendet und Schweden trat Ingermanland, Karelien bis Wyborg, Estland sowie Livland an Russland ab. Damit war das Gebiet um St. Petersburg weiträumig abgesichert. Heute sind keine oberirdischen Bauten mehr erhalten. Lediglich die Fundamente erinnern noch an die Festung.